# Typhlodromus xizangensis
Typhlodromus xizangensis är en spindeldjursart som beskrevs av Wu och Lan 1994. Typhlodromus xizangensis ingår i släktet Typhlodromus och familjen Phytoseiidae. Inga underarter finns listade i Catalogue of Life.